# Melocalamus compactiflorus
Melocalamus compactiflorus är en gräsart som först beskrevs av Wilhelm Sulpiz Kurz, och fick sitt nu gällande namn av George Bentham. Melocalamus compactiflorus ingår i släktet Melocalamus och familjen gräs. Inga underarter finns listade i Catalogue of Life.